# Sucre (Mérida)
Sucre è un comune del Venezuela situato nello Stato del Mérida.
Il capoluogo del comune è la città di Lagunillas.